# Tendai
Tendai (jap. 天台宗 Tendai-shū) – japońska szkoła buddyjska założona przez Saichō w 805 roku. Szkoła wywodzi się z chińskiej szkoły buddyzmu mahajany - tiantai - zwanej też Szkołą Sutry Lotosu. W 822 roku nadano klasztorowi Tendai prawa niezależnej ordynacji na górze Hiei.

## Historia szkoły
Tradycja ta została przeniesiona w 805 r. z Chin do Japonii przez mnicha japońskiego Saichō (767-822) (Dengyō Daishi). W Chinach studiował nauki szkoły tiantai u dwu uczniów Zhanrana - Daosuiego i Xingmana. Do Japonii powrócił z nowymi tekstami szkoły i wybudował w 788 r. klasztor Enryaku-ji (延暦寺) na górze Hiei (比叡山).
Przed Saichō wszystkie mnisie ordynacje odbywały się w klasztorze Tōdai w Narze. Posługiwano się wtedy starodawnym kodeksem Winai. Saichō zamierzał założyć ścisłą szkołę mahajany i przeprowadzać ordynacje mnisie wykorzystując wyłącznie wskazania bodhisattwy. Pomimo silnej opozycji ze strony tradycyjnych szkół z Nary, jego prośba została wysłuchana przez cesarza Sagę i od 822 r. szkoła zyskała własną platformę ordynacyjną. Saichō zmarł w kilka dni po tym olbrzymim sukcesie. 
Między szkołą tiantai a jej japońskim odpowiednikiem nie było zasadniczo różnic doktrynalnych, jednak ponieważ Saichō studiował w Chinach także chan, szkołę winai (chiń. lü) oraz szkołę ezoteryczną mijiao lub mizong, jego nauczanie reprezentowało silne nastawienie synkretyczne. Te tendencje zostały nawet jeszcze wzmocnione przez takich jego uczniów jak Ennin (794-864) i Enchin (814-891). Do X wieku, a więc w okresie, gdy szkołę prowadził Ryōgen ten synkretyzm wytworzył dwie różne podszkoły w ramach tendai. Były to sammon (山門) i jimon (寺門).
Podszkoła jimon prowadzona była przez Enchina i jej kwaterą główną był klasztor Mii-dera. Podszkoła sammon prowadzona była przez Ennina w klasztorze Enryaku.
Powstanie tych dwóch podszkół nie było związane z różnicami w interpretacji i zrozumienia doktryny, a była to wyłącznie sprawa ambicjonalna związana z prowadzeniem całej szkoły. Klasztor Enryaku stał się największym ośrodkiem nauczania buddyzmu w całej Japonii.
Gdy w 868 r. Enchin został wyznaczony głową szkoły tendai i otrzymał cesarską zgodę na uczynienie z Mii-dery oficjalnego miejsca przekazu nauk ezoterycznych, doszło do jawnego rozłamu. Śmierć Enchina w 891 r. bynajmniej nie rozwiązała konfliktu personalnego, a nawet go jeszcze zaogniła. Obie strony zaczęły tworzyć armie złożone z mnichów (tzw. sōhei). Armie te krwawo walczyły między sobą i nawzajem podpalano budynki klasztorne.
Sytuację zaogniło także polityczne opowiedzenie się po dwóch stronach konfliktu między klanami Taira, który wspierał Enryaku-ji, a Minamoto, który wspierał Mii-derę.
W 966 r. pożar zniszczył większość budynków na górze Hiei. Głową tendai zostaje Ryōgen (912-985) i przystępuje do odbudowy kompleksu świątynnego.
W 993 r. w wyniku konfliktu pomiędzy sammon a jimon, zwolennicy jimon zostają zmuszeni do opuszczenia góry Hiei. 1000 mnichów opuszcza Enryaku-ji wraz z artefaktami, tekstami, wyobrażeniami i schodzi do klasztoru Onjō, znanego bardziej jako Mii-dera, który znajdował się u stóp góry Hiei.
W 1035 r. wybuchła bitwa pomiędzy mnichami Enryaku-ji i Mii-dery. W 1042 r. mnisi Enryaku-ji spalili do szczętu Mii-derę.
W 1113 r. mnisi z Enryaku-ji zniszczyli budynek w Kiyomizu-dera, która należała do klasztoru Kōfuku. Mnisi uważali, iż mają prawo wyboru głównego mnicha w tej świątyni.
W XV w. powstała trzecia podszkoła nazwana shinsei, która podkreślała swoje oddanie buddzie Amidzie. Shinsei (także shinzei) została założona przez mnicha Shinzeia (1443-1495).
W 1465 r. mnisi z Enryaku-ji spalili całkowicie świątynię szkoły Jōdō Shin Hongan-ji w Ōtani. W 1479 r. Rennyo odbudował świątynię.
W 1524 r. kapłani z Enryaku-ji spalili całkowicie świątynie szkoły Nichiren w Kioto, a w 1536 r. spalili pozostałe.
W 1571 r. Nobunaga Oda spalił klasztory na górze Hiei.
W 1633 r. mnich tendai Tenkai (1536-1643) ukończył publikację buddyjskiego kanonu zwanego "edycją Tenkaia".
W 1912 r. spis świątyń buddyjskich w Japonii wykazał, że szkoła tendai posiadała 4577 świątyń oraz 2819 opatów.
Po II wojnie światowej tendai posiadała ok. 4000 świątyń i klasztorów oraz ok. 750 tys. wyznawców. Obecnie szacuje się liczbę wyznawców na 30% z całej liczby buddystów, którą szacuje się na 84% ludności Japonii.
Obecnie Mii-dera jest kwaterą główną dla podszkoły jimon, a Saikyo-ji jest głównym klasztorem podszkoły shinsei, do której należy ponad 450 klasztorów i świątyń w Japonii. Głównym klasztorem szkoły tendai pozostaje (Hieizan) Enryaku, zarazem siedziba podszkoły sammon.

## Zasu- główni opaci szkołytendai
- 1. Saichō (767-822)
- 2 (1). Gishin (żył w latach 781-833; zasu w latach 824-833)
- 3 (2). Enchō (771-836; 834-836) linia Saichō-Ennin
- 4 (3). Ennin (744-864; 854-864) linia Saichō-Ennin; pomiędzy Enchō a Enninem była 18-letnia przerwa. W tym okresie szkoła była prawdopodobnie prowadzona przez Kōjō (779-858). Termin "zasu" zostaje po raz pierwszy użyty przez Ennina
- 5 (4). An’e (795-868; 864-868) linia Saichō-Ennin
- 6 (5). Enchin (814-891; 868-891) linia Gishina
- 7 (6).
- 8 (7). Jiei zasu od 985
- 9 (8).
- 10 (9). Zōmyō (843-927; 906-922) linia Gishina
- 11 (10).
- 12 (11).
- 13 (12).
- 14 (13). Son’i (866-940)
- 15.
- 16.
- 17 (16). Chinchō zasu przez 7 mies. 964
- 18 (17). Kikyō zasu (965-966)
- 19 (18). Ryōgen (812-985; 966-985) z linii Saichō-Ennin
- 20 (19). Jinzen (943-990; 985-989)
- 21 (20). Yokei (919-991; 989 - 3 mies.)
- 22 (21). Jōshō (zasu w 990)
- 23 (22)  Senga (zasu 991-998)
- 26 (25). Myōku (zasu 1019-1020)
- 30 (29) Myōson zasu przez 3 dni w 1048 r.
- 35 (34) Kakuen zasu przez 2 dni w 1077 r.
- 48. Toba Sōjō (Kakuyū) (1053-1130)
- 62. Jien (1155-1225)
- 153. Gien (1394–1441)
- 234. Ajari Koun (1807-1890)
- 253. Etai Yamada (1895-1994)
- 255. Ara (-2014)
- 256. Kojun Handa (1929-2015)

## Szkoła tendai
Ponieważ Enryaku-ji był największym buddyjskim centrum nauczania buddyzmu, praktykowali w nim różni reformatorzy i założyciele nowych szkół buddyjskich, tacy jak m.in.: Hōnen, Ippen, Nichiren Daishōnin, Eisai Myōan, Shinran i Dōgen.
- Daosui z klasztoru Longxing w Taizhou
  - Saichō (767-822)
    - Gishin (781-833)
      - Enchin (814-891)

    - Encho (771-836)
      - Ennin (794-864)
        - Genshō (844)-917)
        - Henjō (817-890)
          - Annen (841-915)
            - Daie (bd)
            - Son’i (866-940)
              - Ryōgen (912-986)
                - Josho (zm. 1003)
                - Kakuun (953-1007)
                - Jinzen (943-990)
                - Bonshō (964?-1032?)
                - Genshin (942-1017)

        - ?
          - Enshō (880-964)
            - Kūya (903-972)

W linii Genshina
- Kōjōbō Ryōnin (1072–1132) założyciel Yuzu nembutsu
  - Eikū (zm. 1179)
    - Hōnen (1133–1212) założyciel szkoły Jōdo
      - Zennebō Shōkū (1177-1247)
        - Shōtatsu (bd)
          - Ippen (1239–1289) założyciel szkoły Ji

W linii Genshina
- Shunhan (bd)
  - Dōzen (zm. 1276)
    - Nichiren Daishōnin (1222–1282) założyciel szkoły Nichiren

W linii Ennina
- Kōkyō (977-1049)
  - ?
    - ?
      - ?
        - Semmyō
        - Jōshin (zm. 1158)
          - Eisai Myōan (1141–1215) szkoła zen
            - Enni (1202–1280)
              - Mujū (1226–1312)

  - ?
    - ?
      - ?
        - ?
          - Jien (1155–1225)
            - Shinran (1173–1262) założyciel szkoły Jōdo-shinshū
            - Kōen (1168–1235)
              - Dōgen Kigen (1200–1253) później szkoła zen